# Boletina delicata
Boletina delicata är en tvåvingeart som beskrevs av Oskar Augustus Johannsen 1912. Boletina delicata ingår i släktet Boletina och familjen svampmyggor. Inga underarter finns listade i Catalogue of Life.